# 從九品
從九品是中国、朝鮮、越南、琉球古代官位的一个级别，属于次于正九品、高于未入流的官员，在多数朝代为基层的官员。

## 中國

### 隋朝
- 下县县丞，县尉

### 唐朝

#### 文武官
- 从九品上：尚书/御史台/秘书省/殿中省主事、奉礼郎、律学助教、弘文馆校书、大史局司历、太医署医助教、京兆/河南/太原府/九寺/少府/将作监录事、都督/都护府/上州录事市令、宫苑总监主簿、上中县尉
- 从九品下：内侍省主事、国子监录事、崇文馆校书、书学博士、算学博士、门下典仪、太医署按摩/祝禁博士、太卜署卜博士、太医署针助教/医正、太卜署卜正、太史局监候、掖庭局宫教博士、太官署监膳、太乐鼓吹署乐正、大理寺狱丞、中下州医博士、中下县尉、下关令、中关丞、诸卫羽林长上、诸津丞、诸折冲府队副、诸率府左右执戟

#### 散官
- 从九品上：文林郎、陪戎校尉
- 从九品下：将仕郎、陪戎副尉、归德执戟长上

### 宋朝
- 黄门内品，承节、承信、迪功郎，中、下州诸司参军，诸州上中下县主簿、尉，城砦、马监主簿，诸州司士、文学、助教，翰林医学
- 医散阶：翰林医学
- 文林郎、将仕郎、陪戎校尉、陪戎副尉

### 明朝

#### 文武官
- 詹事府：通事舍人、左右司谏、正字
- 六部：司务
- 刑部：司狱
- 户部、工部：副使
- 大理寺：司务
- 太常寺：司乐、吏目
- 光禄寺：司牲司、司牧局大使
- 太仆寺：牧监监副
- 鸿胪寺：鸣赞、序班
- 国子监：学录、典籍、教授
- 都察院：司务、司狱
- 翰林院：待诏
- 钦天监：五官司历、五官司晨、漏刻博
- 顺天府：儒学教授、照磨
- 京卫武学：教授
- 教坊司：左右韶舞、左右司乐
- 王府长史司：典仪副、伴读、教授
- 郡王府、镇国将军府：教授
- 承宣布政使司：司狱，库、仓、杂造局、军器局、宝泉局、织染局大使
- 提刑按察使司：检校、司狱
- 苑马寺牧监：监副、圉长
- 盐课提举司、市舶提举司：吏目
- 地方官：府照磨、州吏目
- 巡检司巡检、副巡检
- 武官：都指挥使司司狱、京卫指挥使司吏目、卫指挥使司吏目、宣抚司照磨、招讨司吏目、安抚司吏目

#### 散官
- 升授阶：登仕佐郎
- 初授阶：将仕佐郎

### 清朝

#### 文武官
- 翰林院待诏、工部制造库司匠、国子监典籍、钦天监博士、鸿胪寺鸣赞、鸿胪寺序班、会同馆序班、刑部司狱、府照磨、通判照磨、钦天监漏刻博士、太医院吏目、太常寺司乐、宣课司大使、州吏目、道库使、府税课司大使、按察使司狱、府司狱、同知司狱、巡检、布政司仓大使、府库大使、同知仓大使、土司副巡检、都纲、都纪、正科、正术
- 太仆寺委署固山达、额外外委

#### 散官
- 登仕佐郎、修武佐校尉

## 朝鮮

### 朝鮮王朝

#### 文武官
训导、审药、检律、驿丞、渡丞，别将、权管别将

## 琉球

### 琉球國（第二尚氏）

#### 文武官
登仕佐郎，筑登之座敷、通事